# Thập niên 1280
Thập niên 1280 là thập niên diễn ra từ năm 1280 đến 1289.